# Hammatolobium kremerianum
Hammatolobium kremerianum är en ärtväxtart som först beskrevs av Ernest Saint-Charles Cosson, och fick sitt nu gällande namn av C.Mueller. Hammatolobium kremerianum ingår i släktet Hammatolobium och familjen ärtväxter. IUCN kategoriserar arten globalt som sårbar. Inga underarter finns listade i Catalogue of Life.